# É Só Curtir
É Só Curtir é o terceiro e último álbum lançado pela banda carioca A Bolha.

## História
Em 2004, o diretor José Emílio Rondeau convidou Renato Ladeira para ser diretor artístico do seu novo filme, 1972. Renato mostrou algumas músicas que haviam sido censuradas no início dos anos 70 e o diretor se interessou, então ele chamou seus velhos companheiros de banda para gravarem aquelas músicas para o filme. Da reunião acabou surgindo a vontade de gravar um novo disco com aquele material e mais alguns covers, gerando este álbum.
Destaques para as músicas É Só Curtir e Sem Nada, que fizeram parte da trilha sonora do filme, e também para a última faixa, Desligaram os Meus Controles, clara homenagem à Set the Controls to the Heart of the Sun, do Pink Floyd. Além das releituras de Caetano Velloso e Gal Costa (Cinema Olímpia), Raul Seixas (Não Pare na Pista) e Erasmo Carlos (Você Me Acende), com participação do próprio.

## Faixas
| N.º | Título                            | Compositor(es)                       | Duração |  |
| 1.  | "É Só Curtir"                     | Arnaldo Brandão - Pedro Lima         |         |  |
| 2.  | "Não Sei"                         | Arnaldo Brandão                      |         |  |
| 3.  | "Cinema Olympia"                  | Caetano Velloso                      |         |  |
| 4.  | "Sem Nada"                        | Pedro Lima                           |         |  |
| 5.  | "Sub Entendido"                   | Arnaldo Brandão                      |         |  |
| 6.  | "Não Pare na Pista"               | Paulo Coelho - Raul Seixas           |         |  |
| 7.  | "Mater Matéria"                   | Cláudio Carvalho - Pedro Lima        |         |  |
| 8.  | "Cecília"                         | Arnaldo Brandão                      |         |  |
| 9.  | "Você Me Acende (You Turn Me On)" | Ian Whitcomb - Versão: Erasmo Carlos |         |  |
| 10. | "Rosas"                           | Arnaldo Brandão                      |         |  |
| 11. | "Desligaram Meus Controles"       | Arnaldo Brandão                      |         |  |

## Integrantes
- Pedro Lima: guitarra solo
- Renato Ladeira: guitarra ritmica e teclados
- Arnaldo Brandão: baixo
- Gustavo Schroeter: bateria